# Bad Colberg-Heldburg
Bad Colberg-Heldburg là một đô thị ở huyện Hildburghausen, ở bang Thüringen, Đức. Đô thị này có diện tích 53,38 km², dân số thời điểm ngày 31 tháng 12 năm 2006 là 2243 người. Đô thị này tọa lạc 16 km phía nam Hildburghausen, và 18 km về phía tây của Coburg.